# Blindage homogène laminé
Pour les articles homonymes, voir RHA, Blindage et BHL.

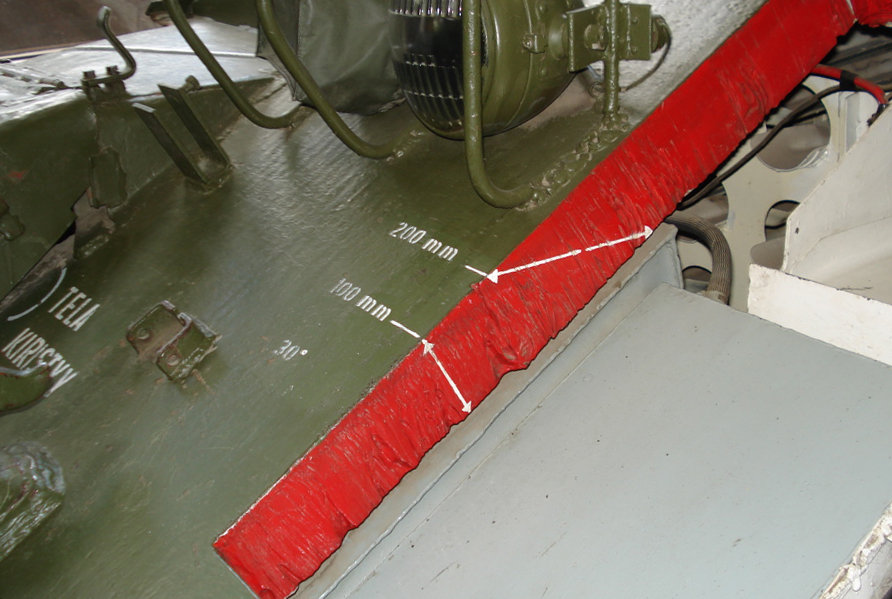
Exemple de blindage homogène laminé, ici pour un T-54 finlandais

Le blindage homogène laminé (BHL) ou acier moulé, nommé souvent sous son terme anglais  Rolled homogeneous armour (RHA), est un type d'acier utilisé pour le blindage des véhicules blindés.

## Composition
L'acier des plaques de blindage doit être dur et résilient (ne doit pas se briser lors d'un choc avec un projectile). Ce type d'acier est produit à partir de billettes d'acier moulé. Il est ensuite laminé et forgé (martellage à haute température) pour en faire des plaques d'épaisseur appropriée. Le laminage permet de modifier la structure de l'acier, de supprimer ses imperfections, qui nuisent à sa résistance. Il permet également d'étirer les grains et de créer des fibres dans la structure qui permet d'écouler les contraintes dans toute la structure, évitant ainsi les concentrations de contraintes locales.
L'acier RHA forme un blindage homogène parce que sa structure et sa composition est uniforme sur toute sa section. La surface est durcie par un traitement thermique.

## Historique
Depuis l'invention des chars d'assaut et jusqu'à la Seconde Guerre mondiale, l'épaisseur du blindage des chars a augmenté afin de résister à l'augmentation de la taille et de la puissance des canons anti-chars. Un char avec un blindage RHA suffisamment épais pouvait résister au plus puissant canon anti-char alors en dotation.
Le blindage RHA a été universellement utilisé au cours de cette période, et la puissance d'un canon anti-char était mesuré par l'épaisseur d'acier RHA que son projectile pouvait pénétrer. Cette mesure de l'efficacité des canons anti-char est restée en usage, car elle est une unité de mesure universelle pour la comparaison de l'efficacité des armes anti-char. Différents types de blindage, dont certains n'incluent pas d'acier ou même de métal, ont commencé à être utilisé, mais la capacité de pénétration d'acier RHA est encore utilisé pour comparer l'efficacité des armes anti-char.
RHA était d'usage courant encore après la Seconde Guerre mondiale, lorsque d'autres types de blindage ont été mis au point. Une nouvelle génération d'obus anti-chars ont été mis au point. Ils n'utilisaient plus un projectile lourd, dur, tiré à grande vitesse, mais une charge explosive, appelée charge creuse pour perforer les blindages qui devenaient de plus en plus résistant. Si bien que le blindage RHA a progressivement disparu.

## Utilisation contemporaine du RHA
Depuis la Seconde Guerre mondiale, d'autres types de blindage, intégrant des lames d'air et des matériaux comme la céramique ou de l'uranium appauvri, en plus de l'acier, ont été développés. En raison de la diminution de l'efficacité contre les nouvelles menaces, l'utilisation du blindage RHA a décliné.
Afin de tester et d'étalonner des canons anti-chars, le terme RHAe (Blindage laminé homogène équivalent) a été utilisé pour donner une estimation soit, de la capacité de pénétration d'un projectile soit de la capacité de protection d'un type de blindage, qui peut ou non être de l'acier.
En raison des variations de forme des blindages, de leurs qualités, de leurs matières, les comparaisons basées sur le RHAe sont seulement approximatives.
Actuellement, la plupart des véhicules blindés ont leur structure de base formée de la RHA afin de donner une résistance générale contre les menaces en général. S'y ajoute différents types de blindage.

## Caractéristiques
Actuellement, pour les besoins de l'armée de terre des États-Unis, l'acier RHA est produit selon le standard militaire MIL-A 12560 par différents producteurs. Le nouveau standard est le MIL-A-46177
.
Il est très similaire mais pas tout à fait identique à l'acier haute résistance alloy 4340 (cf. nuances d'acier AISI (en)), bien que ses caractéristiques mécaniques soient très proches de cet acier.

## Résistance
L'obus M829A3 (en) du char M1 Abrams, utilisant un pénétrateur à énergie cinétique entré en service en 2003 peut pénétrer environ 790 mm de blindage homogène laminé (OTAN) sous une incidence de 60 degrés à une distance de 2 000 mètres.